# Lednové události
Lednové události (litevsky: Sausio įvykiai) je nejobvyklejší označení série násilných střetů mezi civilním obyvatelstvem Litvy žádajícím nezávislost a sovětskými ozbrojenými složkami v lednu 1991. Sovětští vojáci mezi 11. a 13. lednem 1991 zabili 14 civilistů a přes 140 zranili. 13. leden, někdy označovaný jako Krvavá neděle, byl nejnásilnějším dnem. Střety se odehrály především v hlavním městě Vilniusu, ale vyskytly se i jinde v zemi: v Alytusu, Šiauliai, Varėne a Kaunasu. 13. leden je dnes v Litvě slaven jako památný den pod názvem Den obránců svobody (litevsky: Laisvės Gynėjų Diena). Podobné události se při rozpadu Sovětského svazu odehrály i jinde, zejména v Pobaltí, ale i v Ázerbájdžánu (černý leden), Gruzii (Tbiliský masakr) a jinde.

## Pozadí
Pobaltské státy, včetně Litvy, byly násilně anektovány Sovětským svazem v roce 1940. Tento krok nebyl nikdy uznán západními mocnostmi. Litevská republika vyhlásila nezávislost na Sovětském svazu již 11. března 1990, její situace však nebyla vůbec jednoduchá - mezinárodně ani ve vztahu k sovětskému vedení. Během března až dubna 1990 obsadily sovětské výsadkové jednotky (VDV) budovu Politické a Vyšší stranické školy, kde se později utábořilo i vedení Komunistická strana Litvy, v níž se zkoncentrovali nejrigidnější prosovětští komunisté poté, co se původní komunistická strana přejmenovala na Stranu práce a přijala sociálnědemokratický program. Sovětský svaz mezi dubnem a koncem června 1990 vyhlásil ekonomickou blokádu Litvy. Ekonomický a energetický nedostatek podkopal důvěru veřejnosti v nově obnovený stát. Míra inflace dosáhla 100 % a nadále rychle rostla. V lednu 1991 byla litevská vláda nucena několikrát zvýšit ceny, což využili rusky mluvící obyvatelé k organizování protestů. Protestovali jednak proti vládnímu zdražování spotřebního zboží a také proti tomu, co označovali za etnickou diskriminaci. Podle Human Rights Watch bylo toto vše součástí propagandistické kampaně sovětské vlády, která se snažila vyhrotit etnický spor, aby získala záminku k vojenskému zásahu.

## Lednové události

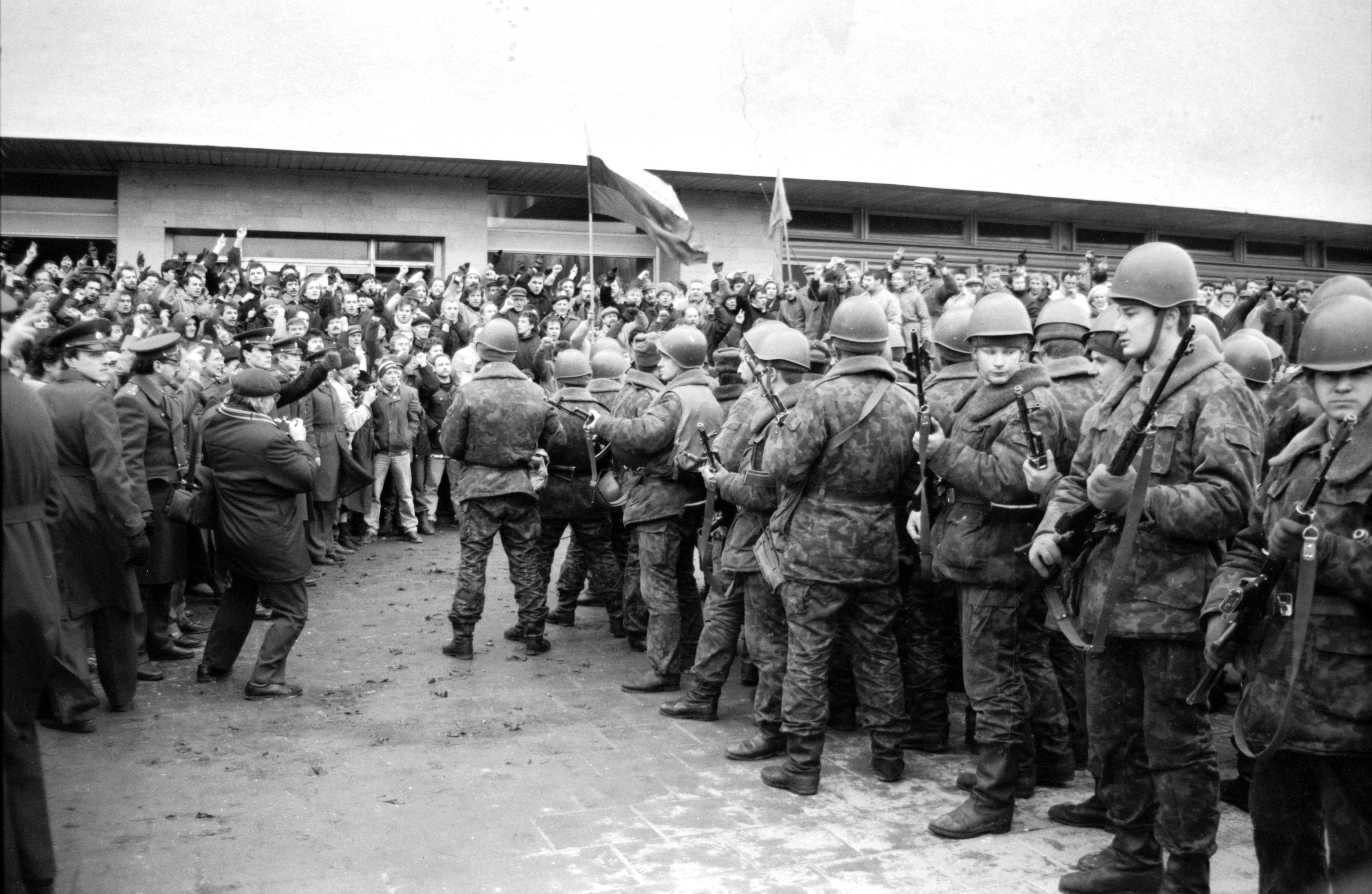
Sovětští výsadkáři před Domem tisku ve Vilniusu

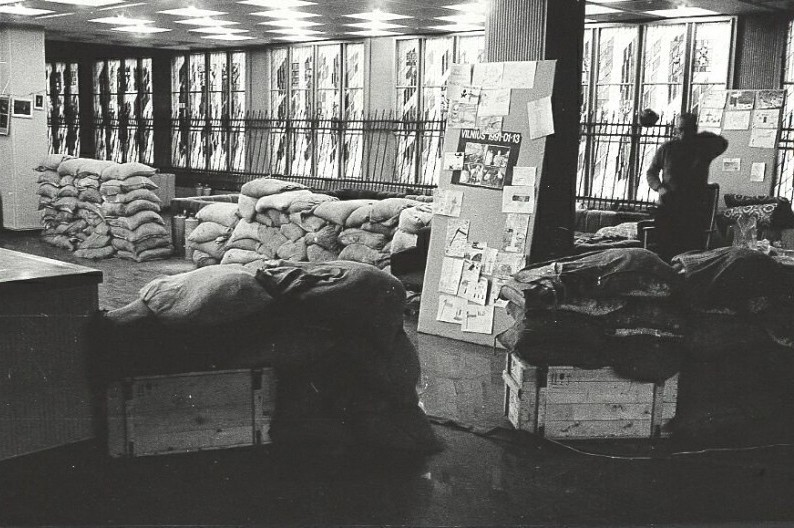
Barikády v budově parlamentu, 13. ledna 1991

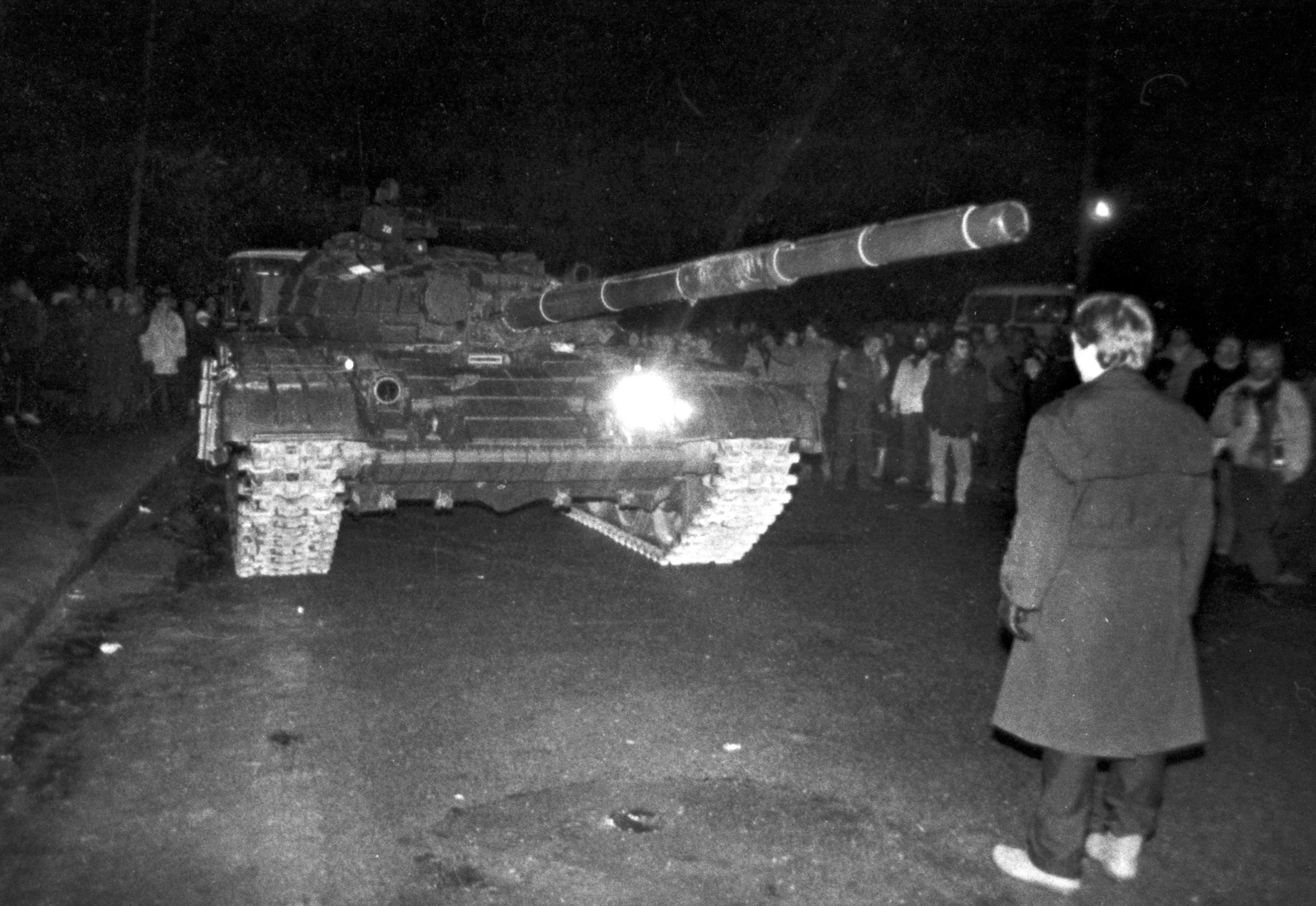
Litevec snažící se zastavit tank

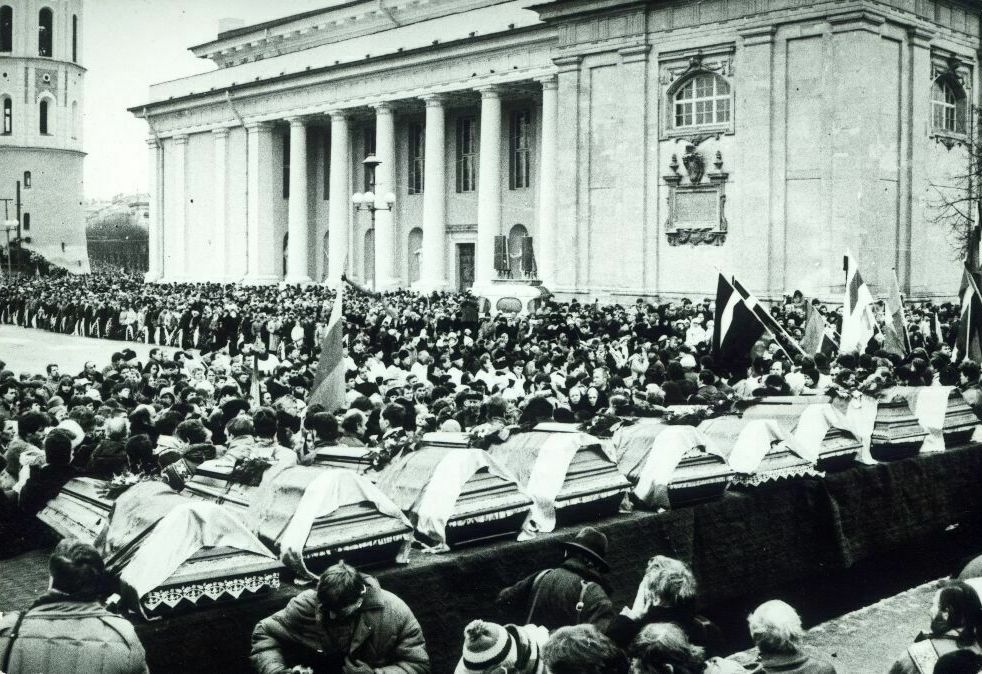
Pohřeb obětí masakru z 13. ledna

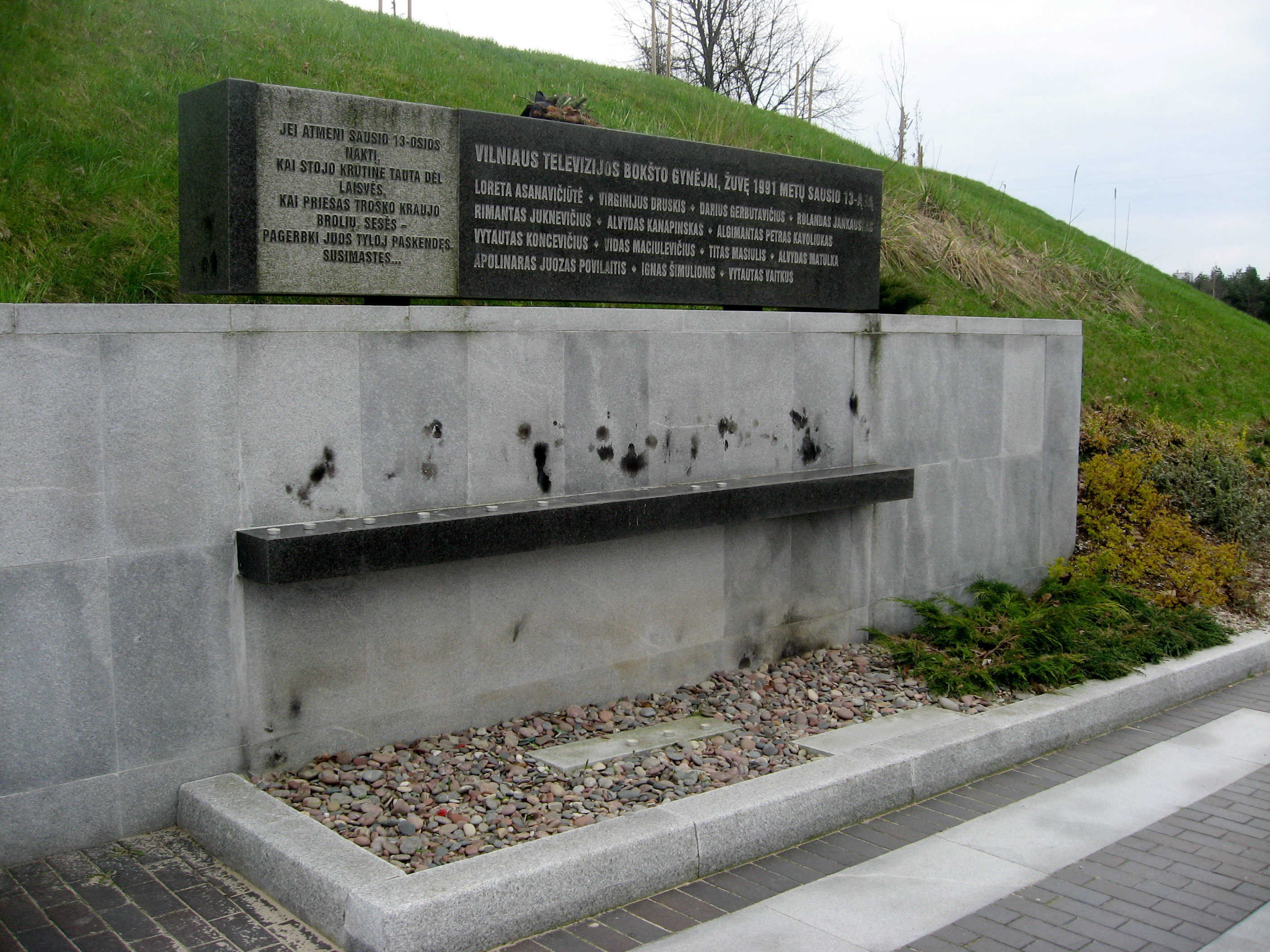
Památník obětí u televizní věže

Dne 8. ledna vyvrcholil konflikt mezi předsedou parlamentu Vytautasem Landsbergisem a pragmatičtější premiérkou Kazimirou Prunskienė, načež Prunskienė podala demisi. Ten den ji přijal prezident Sovětského svazu Michail Gorbačov. Odmítl jí přitom slíbit, že nepodnikne vojenskou akci v Litvě. Ve stejný den zorganizovalo promoskevské hnutí Jedinstvo shromáždění před Nejvyšší radou Litvy (parlamentem). Demonstranti se pokusili zaútočit na budovu parlamentu, ale neozbrojené bezpečnostní síly je zahnaly pomocí vodních děl. Navzdory tomu, že tentýž den Nejvyšší rada odhlasovala zastavení zvyšování cen, rozsah protestů a provokací podporovaných Jedinstvem a komunistickou stranou vzrostl. Během rozhlasového a televizního projevu Landsbergis vyzval příznivce nezávislosti, aby se shromáždili kolem vládních a správních budov a chránili je před proruskými provokatéry.
Mezi 8. a 9. lednem 1991 bylo do Litvy převezeno několik speciálních sovětských vojenských jednotek (včetně protiteroristické skupiny Alfa a výsadkářů 76. gardové letecké útočné divize VDV se sídlem v Pskově). Oficiální vysvětlení bylo, že je to nutné "k zajištění ústavního pořádku a účinnosti zákonů Litevské SSR a Sovětského svazu".
10. ledna 1991 Gorbačov vystoupil před Nejvyšší radou a požadoval obnovení ústavy SSSR v Litvě a zrušení „všech protiústavních zákonů“. Pohrozil, že vojenský zásah se může odehrát během několika dní.
11. ledna 1991 ráno bylo předsedovi Nejvyšší rady Vytautasi Landsbergisovi a premiérovi Albertasovi Šimėnasovi předloženo ultimátum „Litevského demokratického kongresu“ s požadavkem, aby vyhověli Gorbačovově žádosti do 15:00. V poledne sovětské vojenské jednotky dobyly budovu ministerstva národní obrany ve Vilniusu a obsadily budovu Tiskového domu ve Vilniusu. Vojáci použili ostrou munici proti neozbrojeným civilistům, kteří se jim v tom snažili zabránit. Několik lidí bylo hospitalizováno se střelnými zraněními. Sovětští výsadkáři ve stejný čas obsadili oblastní budovy ministerstva národní obrany v Alytusu a v Šiauliai. Ve tři odpoledne na tiskové konferenci konané v budově Ústředního výboru Komunistické strany Litvy vedoucí jejího ideologického oddělení Juozas Jermalavičius oznámil vytvoření „Výboru národní spásy Litevské SSR“, jež je od nynějška "jedinou legitimní vládou v Litvě". Večer sovětské vojenské jednotky obsadily televizní retranslační středisko v Nemenčinė, v noci pak vilniuské nádraží. Železniční doprava byla přerušena, ale o několik hodin později obnovena.
V sobotu 12. ledna 1991 na časně ranním zasedání Nejvyšší rady předseda Vytautas Landsbergis oznámil, že se třikrát pokusil dovolat Michailu Gorbačovovi, ale neúspěšně. Náměstek ministra obrany Sovětského svazu generál Vladislav Achalov přijel do Litvy a převzal kontrolu nad všemi vojenskými operacemi. Lidé z celé Litvy se začali shromažďovat kolem strategických budov: sídla Nejvyšší rady, Rozhlasového a televizního výboru, Vilniuské televizní věže a hlavní telefonní ústředny. V ranních hodinách rovněž sovětské vojenské jednotky obsadily základnu Litevského policejního oddělení zvláštního určení (OMON) na předměstí Vilniusu a neúspěšně se pokusily dobýt budovu Policejní akademie ve Vilniusu. Večer kolem desáté byla spatřena kolona sovětských vojenských vozidel opouštějící vojenskou základnu ve Vilniusu a mířící do centra města. Zaměstnanci Ústředního výboru Komunistické strany Litvy instruovali v té době speciální dělnické skupiny (tzv. družiny), aby byly připraveny „na zvláštní události“, a neznámá skupina jednotlivců, kteří tvrdili, že jsou součástí Výboru národní spásy, prohlašovala na Nejvyšší radě, že je jejich povinností ovládnout Litvu, aby nedošlo k ekonomickému zhroucení a bratrovražedné válce. O půlnoci byla další kolona vojenských vozidel (včetně tanků a bojových vozidel pěchoty) spatřena, jak opouští vojenskou základnu a míří k televizní věži.
V časných ranních hodinách v neděli 13. ledna 1991, po příjezdu do okolí televizní věže, začaly sovětské tanky střílet slepými náboji. Tanky a vojáci pak obklíčili televizní věž. Shromáždění Litevci se jim v tom snažili bránit, načež vojáci začali pálit ostrými nad hlavu davu i do něj. Do davu také několikrát vjel tank. Výsledkem bylo čtrnáct mrtvých, většina z nich byla zastřelena a dva lidé byli rozdrceni tanky. Jeden člen sovětské jednotky Alfa byl zabit přátelskou palbou. Reproduktory na několika obrněných vozidlech vysílaly prohlášení Juozase Jermalavičiuse: „Bratře Litevci! Nacionalistická a separatistická vláda, která se postavila lidu, byla svržena! Jděte ke svým rodičům a dětem!“. Kolem druhé ráno obrněnci a tanky obklopily budovu Rozhlasového a televizního výboru. Vojáci stříleli ostrou municí do budovy. Živé televizní vysílání bylo ukončeno. Poslední přenášené snímky ukazovaly sovětského vojáka, který běží ke kameře a vypíná ji. Zhruba za půl hodiny se shromáždilo několik televizních techniků v malém televizním studiu v Kaunasu a snažilo se vyslat signál do světa a dát mu vědět, že Sověti v Litvě zabíjejí neozbrojené lidi. Během hodiny se studio zaplnilo univerzitními profesory, kteří zprávu formulovali ve všech jazycích, které ovládali. Studio obdrželo výhružný telefonát od sovětské armádní divize Kaunas (pravděpodobně 7. gardová divize sovětských výsadkových sil). Ve 4 hodiny studio obdrželo zprávu, že signál zachytila švédská televizní stanice a bude zprávu vysílat do světa.
Po rozednění se shromáždil dav asi 50 000 Litevců před budovou Nejvyšší rady. Lidé začali stavět protitankové barikády a budovat obranu uvnitř okolních budov. Lidé zpívali a vykřikovali hesla na kolony vojenských nákladních automobilů, obrněnců a tanků. Sovětské vojenské síly se během dne z okolí Nejvyšší rady nečekaně stáhly. Ačkoli vojáci zůstali v Litvě, po 13. lednu již nedošlo k žádným násilným střetům.

## Následky
Bezprostředně po útocích vydala Nejvyšší rada prohlášení adresované lidu Sovětského svazu a zbytku světa, v němž útoky odsoudila a vyzvala zahraniční vlády, aby uznaly, že Sovětský svaz spáchal akt agrese proti suverénnímu národu. Po prvních zprávách z Litvy se norská vláda obrátila na Organizaci spojených národů. Polská vláda vyjádřila svou solidaritu s litevským lidem a odsoudila akce sovětské armády. Reakce vlády Spojených států byla poněkud utlumená, protože Američané byli silně zaměstnáni blížícím se začátkem operace Pouštní bouře v Kuvajtu. Prezident George Bush incident odsoudil a označil jej za „hluboce znepokojující“ a vyjádřil obavy, aby nebyl „zastaven nebo snad dokonce zvrácen proces reforem v Sovětském svazu“. Ani jednou přitom nezmínil sovětského vůdce Gorbačova.
V prvním přímém vyjádření Gorbačov události interpretoval tak, že litevští „dělníci a intelektuálové“ stěžující si na protisovětské vysílání se pokusili promluvit v litevském parlamentu, ale byli odmítnuti a zbiti, načež požádali vojenského velitele ve Vilniusu o poskytnutí ochrany. Gorbačov tvrdil, že nikdo v Moskvě nedal rozkaz k použití síly. Ministr Dmitrij Jazov řekl, že nacionalisté se v Litvě pokusili vytvořit "buržoazní diktaturu". Ministr vnitra Boris Pugo v celostátní televizi tvrdil, že demonstranti zahájili palbu jako první.
14. ledna 1991 se v mnoha městech rozpadajícího se Sovětského svazu (Kyjev, Riga, Tallinn) konala shromáždění na podporu Litvy a někteří demonstranti nechali kolem svých vládních čtvrtí postavit obranné barikády.
Události ovšem pozitivně ovlivnily mezinárodní postavení nové republiky, kterou do té doby nikdo oficiálně neuznal. Během návštěvy oficiální delegace Islandu v Litvě dne 20. ledna ministr zahraničí Jón Baldvin Hannibalsson řekl: "Moje vláda vážně zvažuje možnost navázání diplomatických vztahů s Litevskou republikou." Island dodržel svůj slib a 4. února 1991, pouhé tři týdny po útocích a jako první země světa, uznal Litevskou republiku jako suverénní nezávislý stát.
Lednové události také změnily atmosféru v zemi. Bezprostředně vedly k drtivému vítězství zastánců nezávislosti v referendu dne 9. února 1991. Hlasovalo 84,73 % registrovaných voličů, z nichž 90,47 % hlasovalo pro úplnou nezávislost Litvy. V srpnu 1991 byla Komunistická strana Litvy postavena mimo zákon.

## Pokusy o potrestání
V roce 1996 byli dva členové Ústředního výboru Komunistické strany Litvy Mykolas Burokevičius a Juozas Jermalavičius odsouzeni za účast na Lednových událostech. V roce 1999 odsoudil okresní soud ve Vilniusu šest bývalých sovětských vojáků, kteří se těchto událostí účastnili. Dne 11. května 2011 byl voják sovětského OMONu Konstantin Michajlov odsouzen k doživotnímu vězení za zabití celníků a policistů v roce 1991 na hraničním přechodu Medininkai. Od roku 1992 zástupci Generální prokuratury Litvy žádali Bělorusko o vydání Vladimira Uschopčika, bývalého generála, který v lednu 1991 velel posádce ve Vilniusu, a redaktorku listu Sovětská Litva Stanislavu Juonienė. Žádost Litvy byla opakovaně zamítnuta. V červenci 2011 vzrostlo diplomatické napětí mezi Rakouskem a Litvou, když byl Michail Golovatov, bývalý generál KGB, který se účastnil masakru 13. ledna 1991, propuštěn poté, co byl zadržen na vídeňském letišti. Poté odletěl do Ruska. V reakci na to Litva odvolala svého velvyslance z Rakouska. Velký proces začal ve Vilniusu 27. ledna 2016. 67 osob čelilo obvinění z válečných zločinů, zločinů proti lidskosti, ublížení na zdraví, vraždy, ohrožování blaha druhých a také z nezákonných vojenských akcí proti civilistům. Mezi obžalovanými byli bývalý sovětský ministr obrany Dmitrij Jazov, bývalý velitel sovětské protiteroristické skupiny Alfa Michail Golovatov a šéf posádky sovětské armády ve Vilniusu Vladimir Uschopčik. Robertas Povilaitis, pozůstalý syn jedné z obětí, požádal, aby orgány činné v trestním řízení provedly vyšetřování role Michaila Gorbačova v těchto událostech. Dne 17. října 2016 rozhodl krajský soud ve Vilniusu předvolat Michaila Gorbačova, aby vypovídal jako svědek. Ruská federace odmítla Gorbačova byť jen vyslechnout. Žádné vyšetřování Gorbačova zahájeno nebylo, předseda Ústavního soudu Litvy Dainius Žalimas nicméně uvedl, že je těžké uvěřit, že se Lednové události odehrály bez vědomí prezidenta Sovětského svazu. V roce 2018 ruské orgány činné v trestním řízení zahájily trestní řízení proti litevským prokurátorům a soudcům, kteří případ vyšetřovali. Ruská akce byla odsouzena Evropským parlamentem jako „nepřijatelný vnější vliv“ a „politicky motivovaná.“ Dne 27. března 2019 shledal okresní soud ve Vilniusu všech 67 obžalovaných vinnými z válečných zločinů nebo zločinů proti lidskosti. Naprostá většina z nich byla souzena a odsouzena v nepřítomnosti. Mezi vysoce postavenými obžalovanými byl odsouzen k 10 letům vězení bývalý sovětský ministr obrany Dmitrij Jazov, Michail Golovatov ke 12 letům vězení a Vladimir Uschopčik ke 14 letům vězení. Ostatní byli odsouzeni k trestům odnětí svobody v rozmezí 4 až 12 let. Dne 31. března 2021 litevský odvolací soud oznámil svůj rozsudek, který pouze prodloužil dobu odnětí svobody. Soudce, který rozsudek oznamoval, řekl, že: „Když jeli s tanky přes lidi, naprosto přesně věděli, co dělají.“ Poté Rusko pohrozilo, že za rozsudek podnikne odvetné akce. Evropský komisař pro spravedlnost Didier Reynders slíbil, že Evropská unie bude bránit litevské soudce, kteří případ projednávali, před perzekucí ze strany Ruska. V roce 2019 Rusko a Bělorusko odmítly vydat osoby odpovědné za Lednové události. Litva několikrát obvinila Rusko ze snahy šířit dezinformace o Lednových událostech, které se objevují v dezinformačních prokremelských médiích. Také Evropský parlament za to Rusko odsoudil a vyzval k „ukončení nezodpovědných dezinformačních a propagandistických prohlášení“.